# Protagonista lugubris
Protagonista lugubris är en kackerlacksart som beskrevs av Robert Walter Campbell Shelford 1908. Protagonista lugubris ingår i släktet Protagonista och familjen storkackerlackor. Inga underarter finns listade i Catalogue of Life.